# Hugo Rodríguez (futbolista)
Hugo René Corona Rodríguez es un exfutbolista mexicano. Jugó en la selección de fútbol de México que participó en la Copa Mundial de Fútbol Juvenil de 1977, jugando contra Francia, España y Túnez en la primera fase. Así la semifinal contra Brasil y la final contra la Unión Soviética. También participó en la Copa Mundial de Fútbol  de 1978, que se realizó en Argentina.

## Clubes
| Club                  | País   | Año       |
| --------------------- | ------ | --------- |
| Laguna                | México | 1976-1978 |
| Cruz Azul             | México | 1978-1979 |
| Coyotes Neza (cesión) | México | 1978-1979 |
| Guadalajara           | México | 1979-1980 |
| Atletas Campesinos    | México | 1980-1981 |
| Toluca                | México | 1982-1985 |

## Participaciones en Copas del Mundo
| Mundial                        | Sede      | Resultado    |
| ------------------------------ | --------- | ------------ |
| Copa Mundial de Fútbol de 1978 | Argentina | Primera fase |